# Per favore non mangiate le margherite
Per favore non mangiate le margherite (Please Don't Eat the Daisies) è una serie televisiva statunitense in 58 episodi trasmessi per la prima volta nel corso di 2 stagioni dal 1965 al 1967. È basata su un romanzo di Jean Kerr e sull'adattamento cinematografico Non mangiate le margherite (Please don't eat the daisies) del 1960.
È una sitcom incentrata sulle vicende professionali e familiari della scrittrice Joan Nash, sposata con Jim (un professore universitario) e madre di Kyle, Joel e dei gemelli Trevor e Tracy.

## Personaggi e interpreti

### Personaggi principali
- Joan Nash (58 episodi, 1965-1967), interpretata da Pat Crowley.
- Jim Nash (58 episodi, 1965-1967), interpretato da Mark Miller.
- Kyle Nash (58 episodi, 1965-1967), interpretato da Kim Tyler.
- Joel Nash (58 episodi, 1965-1967), interpretato da Brian Nash.
- Trevor Nash (58 episodi, 1965-1967), interpretato da Jeff Fithian.
- Tracey Nash (58 episodi, 1965-1967), interpretato da Joe Fithian.

### Personaggi secondari
- Ed Hewley (5 episodi, 1965-1966), interpretato da Dub Taylor.
- Marge Thornton (4 episodi, 1965-1967), interpretata da Shirley Mitchell.
- Hastings (4 episodi, 1965-1966), interpretato da Ned Glass.
- Terry (4 episodi, 1966-1967), interpretata da Melinda Plowman.
È la segretaria di Jim.
- David (3 episodi, 1965-1966), interpretato da Clint Howard.

### Guest star

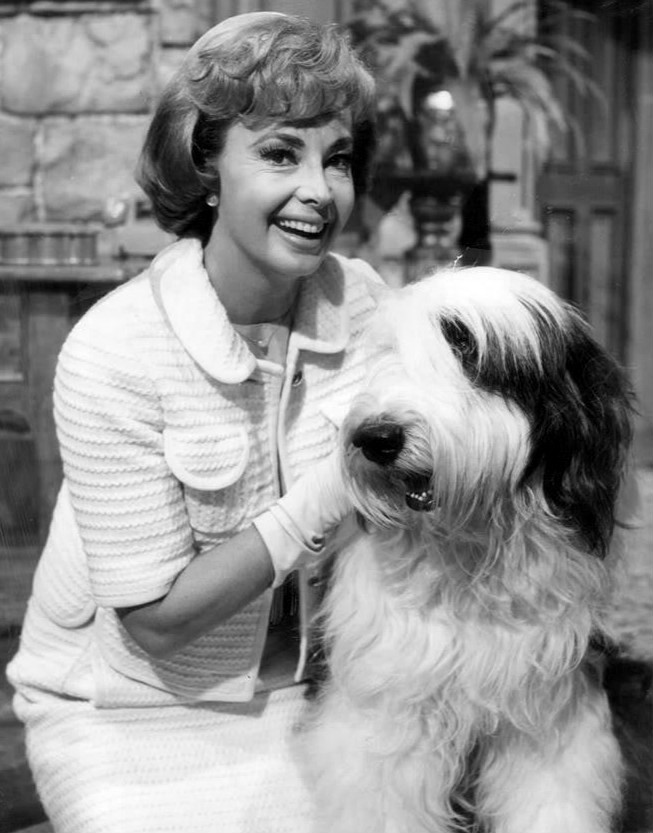
La guest star Audrey Meadows in una foto pubblicitaria della serie.

Tra le guest star: Harry Hickox, Audrey Meadows, Harry Ellerbe, Arch Johnson, Cindy Eilbacher, June Dayton, Richard Dreyfuss, Woodrow Parfrey, Jeanne Arnold, Bill Zuckert, Vince Howard, Alan Hewitt, Regina Groves, Dom DeLuise.

## Produzione
La serie fu prodotta da Metro-Goldwyn-Mayer Television e Paul West e girata negli studios della Metro-Goldwyn-Mayer a Culver City in California. Le musiche furono composte da Jeff Alexander.

### Registi
Tra i registi sono accreditati:
- Bruce Bilson in 10 episodi (1966-1967)
- David Alexander in 6 episodi (1965-1966)
- Peter Baldwin in 6 episodi (1965-1966)
- John Erman in 6 episodi (1966)
- Jeffrey Hayden in 5 episodi (1965)
- Richard Kinon in 4 episodi (1966-1967)
- Hollingsworth Morse in 4 episodi (1966-1967)
- Sidney Miller in 2 episodi (1965-1966)
- Gary Nelson in 2 episodi (1965-1966)
- Alvin Ganzer in 2 episodi (1966)
- Tay Garnett in 2 episodi (1966)
- Richard Whorf in 2 episodi (1966)

### Sceneggiatori
Tra gli sceneggiatori sono accreditati:
- Paul West in 12 episodi (1965-1966)
- William Cowley in 10 episodi (1966-1967)
- Robert Stambler in 6 episodi (1965-1967)
- Jean Kerr in 3 episodi (1965-1966)
- Lee Erwin in 2 episodi (1965)
- Bill Everett in 2 episodi (1965)
- Bill Freedman in 2 episodi (1965)
- Ben Gershman in 2 episodi (1965)
- Austin Kalish in 2 episodi (1966)
- Irma Kalish in 2 episodi (1966)
- Roy Kammerman in 2 episodi (1966)
- Sidney A. Mandel in 2 episodi (1966)
- Michael Morris in 2 episodi (1966)
- Jack Raymond in 2 episodi (1966)

## Distribuzione
La serie fu trasmessa negli Stati Uniti dal 14 settembre 1965 al 22 aprile 1967  sulla rete televisiva NBC. In Italia è stata trasmessa negli anni 1970 su RaiUno con il titolo Per favore non mangiate le margherite.
Alcune delle uscite internazionali sono state:
- negli Stati Uniti il 14 settembre 1965 (Please Don't Eat the Daisies)
- in Germania Ovest il 16 marzo 1969 (Unser trautes Heim)
- in Belgio il 20 febbraio 1971 (Snoep niet van de madeliefjes)
- in Francia il 3 ottobre 1971 (Ne mangez pas les marguerites)
- in Italia (Per favore non mangiate le margherite)

## Episodi
| Stagione         | Episodi | Prima TV USA |
| ---------------- | ------- | ------------ |
| Prima stagione   | 30      | 1965-1966    |
| Seconda stagione | 28      | 1966-1967    |